# Edmond Caron
Pour les articles homonymes, voir Caron.
Edmond-Jules Caron, né le 12 juillet 1857 à Quimper et mort le 2 juin 1917 à Toulon, est un explorateur français.

## Biographie
Fils d'un horloger, il entre à l'École navale en 1874. Enseigne de vaisseau (1879), il sert en Tunisie (1881) et à Madagascar (1884) où il est affecté à la flottille du Niger au Soudan.
Chargé en 1887 d'une mission géographique et commerciale par le général Gallieni, ses rapports permettront une meilleure connaissance de la région de Tombouctou et du cours du Niger. Il part ainsi de Magnambougou, entre à Sansanding et Diafarabé, passe dans le Macina, visite Bandiagara, rejoint le lac Debo mais doit cesser l’exploration à Koriumé à cause des Touareg Tademeket. Il revient alors, épuisé, à Diafarabé. Il complète et corrige par sa mission les cartes de René Caillié, Heinrich Barth et Eugène Mage.
Il reçoit à son retour, en 1889, la Médaille d'or de la Société de géographie et rédige un Atlas du haut-Niger, édité la même année.
Michel Verne l'évoque dans son roman L'Étonnante Aventure de la mission Barsac (partie 1, chapitre II).